# Isla Ligitan
Isla Ligitan (en malayo: Pulau Ligitan) es una pequeña isla en Tawau, en el estado de Sabah, situado al este de la isla de Borneo, en el Mar de Célebes. En el pasado, la isla estuvo en el centro de una disputa territorial entre Malasia e Indonesia. El asunto fue llevado ante la Corte Internacional de Justicia y, a finales de 2002, el Tribunal reconoció la soberanía sobre la isla junto con la isla de Sipadan a Malasia, sobre la base de la "ocupación efectiva" que se registra desde la época del predecesor de Malasia (La antigua potencia colonial, Gran Bretaña) y la ausencia de cualquier otro título superior. Filipinas había solicitado intervenir en el proceso sobre la base de su pretensión sobre Borneo del Norte, pero su solicitud fue rechazada por el Tribunal a principios de 2001.